# بلدية الأمير عبد القادر
الأمير عبد القادر مدينة وبلدية تابعة إقليميا إلى دائرة الطاهير ولاية جيجل الجزائرية. وهي ناتجة عن التقسيم الإداري لسنة 1984، حيث كانت كقرية تابعة إداريا لبلدية الطاهير منذ الحقبة الإستعمارية. ولهذه البلدية أهميتها وتاريخها إذ يرجع تاريخ إنشائها إلى سنة 1890.

## الموقع

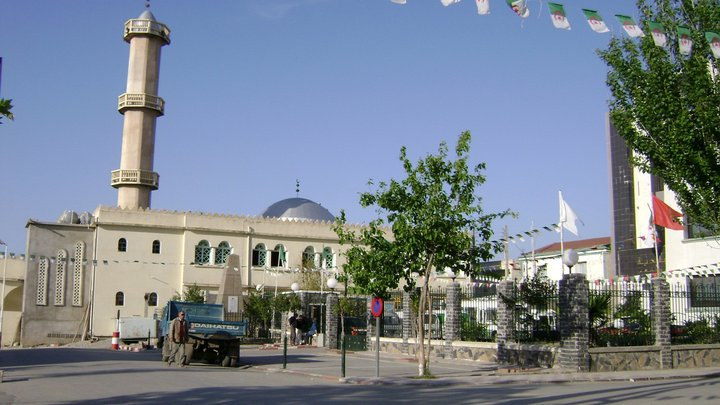
وسط بلدية الأمير عبد القادر.

تقع بلدية الأمير عبد القادر على بعد 12 كم من مقر الولاية، و7 كم عن مقر الدائرة. يحدها من الشمال البحر الأبيض المتوسط، من الجنوب بلدية تاكسنة وبلدية وجانة ومن الغرب بلدية قاوس وبلدية جيجل ومن الشرق بلدية الطاهير.

## التضاريس
تربع بلدية الأمير عبد القادر على مساحة 57.37 كم2 وتنقسم إلى منطقتين من حيث التضاريس : 
- سهول تغطي مساحة كبرى من الجهة الشمالية إلى جنوب منطقة الأمير عبد القادر تشغل 90% وهي ذات أهمية زراعية كبرى.
- جبال تحتل الجهة الجنوبية مغطاة بالأشجار والأحراش، وكذلك شريط ساحلي طوله 5 كم منه 3 كم مفتوحة للسباحة. مما يسمح في ترتيب بلدية الأمير عبد القادر في خانة البلديات ذات الطابع الفلاحي والسياحي. يبلغ عدد سكانها حسب إحصائيات 2008 بـ 38325 نسمة. وبهذا تحتل المرتبة الرابعة في الولاية من ناحية عدد السكان.

| من دوائر الجزائر دائرة الطاهير                                                                 |
| بلديات الدائرة                                                                                 |
| بلدية الطاهير بلدية الأمير عبد القادر · بلدية وجانة بلدية الشحنة · بلدية أولاد عسكر            |
| مدن الدائرة                                                                                    |
| الطاهير الأمير عبد القادر · وجانة · الشحنة · أولاد عسكر                                        |
| أحياء و قرى                                                                                    |
| الثلاثة (الطاهير) · الزاوية (الطاهير) تاسوست (الأمير عبد القادر) · بوحمدون (الأمير عبد القادر) |
| موضوعات ذات صلة                                                                                |
| مدن مقترحة لتصبح ولايات · دائرة الطاهير · ولاية جيجل · تاريخ جيجل · إذاعة جيجل · الجزائر       |

## وصلات أخرى

### وصلات داخلية
- دائرة الطاهير

### وصلات خارجية
- جيجل أنفو: موقع أخبار جيجل.
- إذاعة جيجل الجهوية: الموقع الرسمي.